# Football aux Jeux africains de 2015
Navigation
Édition précédente Édition suivante
Les épreuves de football des Jeux africains de 2015 se disputent du 6 au 18 septembre à Brazzaville. Les équipes masculines de moins de 23 ans (équipes olympiques), ainsi que les équipes féminines peuvent participer. 
Deux épreuves figurent au programme, une masculine et une féminine.

## Liste de épreuves
- Épreuve masculine
- Épreuve féminine

## Format
Pour ces jeux, le format retenu est le suivant : les équipes sont réparties en deux groupes ; les deux équipes classées première et deuxième de chaque groupe se qualifient pour les demi-finales et poursuivent en un tournoi à élimination directe. Un match pour la troisième place est prévu.

## Sites des compétitions
Les matchs se déroulent au Stade Alphonse-Massamba-Débat, au Stade olympique de Brazzaville.
Les finales masculines et féminines ont lieu au Stade Alphonse-Massamba-Débat.

## Calendrier
| Football aux Jeux africains de 2015 | Football aux Jeux africains de 2015 | Football aux Jeux africains de 2015 | Football aux Jeux africains de 2015 | Football aux Jeux africains de 2015 | Football aux Jeux africains de 2015 | Football aux Jeux africains de 2015 | Football aux Jeux africains de 2015 | Football aux Jeux africains de 2015 | Football aux Jeux africains de 2015 | Football aux Jeux africains de 2015 | Football aux Jeux africains de 2015 | Football aux Jeux africains de 2015 | Football aux Jeux africains de 2015 | Football aux Jeux africains de 2015 | Football aux Jeux africains de 2015 | Football aux Jeux africains de 2015 | Football aux Jeux africains de 2015 | Football aux Jeux africains de 2015 | Football aux Jeux africains de 2015 | Football aux Jeux africains de 2015 | Football aux Jeux africains de 2015 |
| Septembre 2015                      | Septembre 2015                      | Septembre 2015                      | 2                                   | 3                                   | 4                                   | 5                                   | 6                                   | 7                                   | 8                                   | 9                                   | 10                                  | 11                                  | 12                                  | 13                                  | 14                                  | 15                                  | 16                                  | 17                                  | 18                                  | 19                                  |                                     |
| ----------------------------------- | ----------------------------------- | ----------------------------------- | ----------------------------------- | ----------------------------------- | ----------------------------------- | ----------------------------------- | ----------------------------------- | ----------------------------------- | ----------------------------------- | ----------------------------------- | ----------------------------------- | ----------------------------------- | ----------------------------------- | ----------------------------------- | ----------------------------------- | ----------------------------------- | ----------------------------------- | ----------------------------------- | ----------------------------------- | ----------------------------------- | ----------------------------------- |
| Football                            | Football                            | Football                            |                                     |                                     |                                     |                                     | ●                                   | ●                                   |                                     | ●                                   | ●                                   |                                     | ●                                   | ●                                   |                                     | ●                                   |                                     | ●                                   | 2                                   |                                     |                                     |

| ● | Jour de compétition | 1 | Finale |

## Équipes participantes
| Hommes       | Femmes         |
| ------------ | -------------- |
| Burkina Faso | Afrique du Sud |
| Congo        | Cameroun       |
| Égypte       | Congo          |
| Ghana        | Côte d'Ivoire  |
| Nigeria      | Égypte         |
| Sénégal      | Ghana          |
| Soudan       | Nigeria        |
| Zimbabwe     | Tanzanie       |

## Épreuve masculine

### Premier tour
Au premier tour, les équipes participantes sont réparties en deux groupes de quatre équipes. Chaque groupe se dispute sous la forme d'un championnat. Dans chaque groupe, chaque équipe joue un match contre ses trois adversaires. Les deux premières équipes de chaque poule se qualifient pour les demi-finales, les autres sont éliminées. Le classement des groupes utilise un système de points, où les points suivants sont attribués à chaque match joué :
- 3 points pour un match gagné;
- 1 point pour un match nul;
- 0 point pour un match perdu.

#### Groupe A
Le Burkina Faso et le Soudan étant à égalité parfaite à l'issue de ce premier tour, un tirage au sort a été effectué le 14 septembre 2015 pour déterminer l'équipe qualifiée ; le Burkina Faso remporte ce tirage au sort.
| \| Rang \| Équipe \| Pts \| J \| G \| N \| P \| Bp \| Bc \| Diff \| \| ---- \| ------------ \| --- \| - \| - \| - \| - \| -- \| -- \| ---- \| \| 1 \| Congo \| 6 \| 3 \| 2 \| 0 \| 1 \| 3 \| 1 \| +2 \| \| 2 \| Burkina Faso \| 4 \| 3 \| 1 \| 1 \| 1 \| 2 \| 2 \| 0 \| \| 3 \| Soudan \| 4 \| 3 \| 1 \| 1 \| 1 \| 2 \| 2 \| 0 \| \| 4 \| Zimbabwe \| 3 \| 2 \| 1 \| 0 \| 2 \| 1 \| 2 \| -1 \| Équipe qualifiée ou victorieuse; Pts = points; J = joués; G = gagnés; N = nuls; P = perdus; Bp = buts pour; Bc = buts contre; Diff = différence de buts |              |     |   |   |   |   |    |    |      |
| Rang | Équipe       | Pts | J | G | N | P | Bp | Bc | Diff |
| 1 | Congo        | 6   | 3 | 2 | 0 | 1 | 3  | 1  | +2   |
| 2 | Burkina Faso | 4   | 3 | 1 | 1 | 1 | 2  | 2  | 0    |
| 3 | Soudan       | 4   | 3 | 1 | 1 | 1 | 2  | 2  | 0    |
| 4 | Zimbabwe     | 3   | 2 | 1 | 0 | 2 | 1  | 2  | -1   |

#### Groupe B
L'Égypte abandonne avant le début du tournoi. La CAF propose au Burundi, éliminé par l'Égypte au dernier tour de qualification, de les remplacer mais l'équipe décline, ne s'estimant pas prête ;  de ce fait, le groupe ne comprend plus que trois équipes.
| \| Rang \| Équipe \| Pts \| J \| G \| N \| P \| Bp \| Bc \| Diff \| \| ---- \| ------- \| --- \| - \| - \| - \| - \| -- \| -- \| ---- \| \| 1 \| Nigeria \| 4 \| 2 \| 2 \| 1 \| 0 \| 3 \| 1 \| +2 \| \| 2 \| Sénégal \| 2 \| 2 \| 0 \| 2 \| 0 \| 1 \| 1 \| 0 \| \| 3 \| Ghana \| 1 \| 2 \| 0 \| 1 \| 1 \| 0 \| 2 \| -2 \| \| 4 \| Égypte \| 0 \| 0 \| 0 \| 0 \| 0 \| 0 \| 0 \| 0 \| Équipe qualifiée ou victorieuse; Pts = points; J = joués; G = gagnés; N = nuls; P = perdus; Bp = buts pour; Bc = buts contre; Diff = différence de buts |         |     |   |   |   |   |    |    |      |
| Rang | Équipe  | Pts | J | G | N | P | Bp | Bc | Diff |
| 1 | Nigeria | 4   | 2 | 2 | 1 | 0 | 3  | 1  | +2   |
| 2 | Sénégal | 2   | 2 | 0 | 2 | 0 | 1  | 1  | 0    |
| 3 | Ghana   | 1   | 2 | 0 | 1 | 1 | 0  | 2  | -2   |
| 4 | Égypte  | 0   | 0 | 0 | 0 | 0 | 0  | 0  | 0    |

### Phase à élimination directe
|  | Demi-finales | Demi-finales |                        |   | Finale       | Finale       |
|  | Demi-finales | Demi-finales |                        |   | Finale       | Finale       |
|  |              |              |                        |   |              |              |
|  | 15 septembre | 15 septembre |                        |   | 18 septembre | 18 septembre |
|  | 15 septembre | 15 septembre |                        |   | 18 septembre | 18 septembre |
|  | Congo        | 1            |                        |   | 18 septembre | 18 septembre |
|  | Congo        | 1            |                        |   | 18 septembre | 18 septembre |
|  | Sénégal      | 3            |                        |   | 18 septembre | 18 septembre |
|  | Sénégal      | 3            | Sénégal                | 1 |              |              |
|  | 15 septembre |              | Sénégal                | 1 |              |              |
|  |              | Burkina Faso | 0                      |   |              |              |
|  | Nigeria      | Burkina Faso | 0                      | 1 |              |              |
|  | Nigeria      |              |                        | 1 |              |              |
|  | Burkina Faso | 3            |                        |   |              |              |
|  | Burkina Faso | 3            | Match pour la 3e place |   |              |              |
|  |              |              |                        |   |              |              |
|  | 17 septembre |              |                        |   |              |              |
|  |              |              |                        |   |              |              |
|  | Congo        | 0 (3)        |                        |   |              |              |
|  | Congo        | 0 (3)        |                        |   |              |              |
|  | Nigeria      | 0 (5tab)     |                        |   |              |              |
|  | Nigeria      | 0 (5tab)     |                        |   |              |              |

## Épreuve féminine

### Premier tour
Au premier tour, les équipes participantes sont réparties en deux groupes de quatre équipes. Chaque groupe se dispute sous la forme d'un championnat. Dans chaque groupe, chaque équipe joue un match contre ses trois adversaires. Les deux premières équipes de chaque poule se qualifient pour les demi-finales, les autres sont éliminées. Le classement des groupes utilise un système de points, où les points suivants sont attribués à chaque match joué :
- 3 points pour un match gagné;
- 1 point pour un match nul;
- 0 point pour un match perdu.

#### Groupe A
| \| Rang \| Équipe \| Pts \| J \| G \| N \| P \| Bp \| Bc \| Diff \| \| ---- \| ------------- \| --- \| - \| - \| - \| - \| -- \| -- \| ---- \| \| 1 \| Côte d'Ivoire \| 9 \| 3 \| 3 \| 0 \| 0 \| 4 \| 1 \| +3 \| \| 2 \| Nigeria \| 6 \| 3 \| 2 \| 0 \| 1 \| 9 \| 3 \| +6 \| \| 3 \| Tanzanie \| 1 \| 3 \| 0 \| 1 \| 2 \| 1 \| 5 \| -4 \| \| 4 \| Congo \| 1 \| 3 \| O \| 1 \| 2 \| 2 \| 7 \| -5 \| Équipe qualifiée ou victorieuse; Pts = points; J = joués; G = gagnés; N = nuls; P = perdus; Bp = buts pour; Bc = buts contre; Diff = différence de buts |               |     |   |   |   |   |    |    |      |
| Rang | Équipe        | Pts | J | G | N | P | Bp | Bc | Diff |
| 1 | Côte d'Ivoire | 9   | 3 | 3 | 0 | 0 | 4  | 1  | +3   |
| 2 | Nigeria       | 6   | 3 | 2 | 0 | 1 | 9  | 3  | +6   |
| 3 | Tanzanie      | 1   | 3 | 0 | 1 | 2 | 1  | 5  | -4   |
| 4 | Congo         | 1   | 3 | O | 1 | 2 | 2  | 7  | -5   |

#### Groupe B
L'Égypte abandonne avant le début du tournoi. La CAF propose au Sénégal, éliminé par l'Égypte au dernier tour de qualification, de les remplacer mais l'équipe décline, ne s'estimant pas prête ;  de ce fait, le groupe ne comprend plus que trois équipes.
Le Ghana et l'Afrique du Sud étant à égalité parfaite à l'issue de ce premier tour, un tirage au sort a été effectué le 14 septembre 2015 pour déterminer l'équipe qualifiée ; le Ghana remporte ce tirage au sort.
| \| Rang \| Équipe \| Pts \| J \| G \| N \| P \| Bp \| Bc \| Diff \| \| ---- \| -------------- \| --- \| - \| - \| - \| - \| -- \| -- \| ---- \| \| 1 \| Cameroun \| 2 \| 2 \| 0 \| 2 \| 0 \| 2 \| 2 \| 0 \| \| 2 \| Ghana \| 2 \| 2 \| 0 \| 2 \| 0 \| 1 \| 1 \| 0 \| \| 3 \| Afrique du Sud \| 2 \| 2 \| 0 \| 2 \| 1 \| 1 \| 1 \| 0 \| \| 4 \| Égypte \| 0 \| 0 \| 0 \| 0 \| 0 \| 0 \| 0 \| 0 \| Équipe qualifiée ou victorieuse; Pts = points; J = joués; G = gagnés; N = nuls; P = perdus; Bp = buts pour; Bc = buts contre; Diff = différence de buts |                |     |   |   |   |   |    |    |      |
| Rang | Équipe         | Pts | J | G | N | P | Bp | Bc | Diff |
| 1 | Cameroun       | 2   | 2 | 0 | 2 | 0 | 2  | 2  | 0    |
| 2 | Ghana          | 2   | 2 | 0 | 2 | 0 | 1  | 1  | 0    |
| 3 | Afrique du Sud | 2   | 2 | 0 | 2 | 1 | 1  | 1  | 0    |
| 4 | Égypte         | 0   | 0 | 0 | 0 | 0 | 0  | 0  | 0    |

### Phase à élimination directe
|  | Demi-finales  | Demi-finales |                        |   | Finale       | Finale       |
|  | Demi-finales  | Demi-finales |                        |   | Finale       | Finale       |
|  |               |              |                        |   |              |              |
|  | 15 septembre  | 15 septembre |                        |   | 18 septembre | 18 septembre |
|  | 15 septembre  | 15 septembre |                        |   | 18 septembre | 18 septembre |
|  | Côte d'Ivoire | 0            |                        |   | 18 septembre | 18 septembre |
|  | Côte d'Ivoire | 0            |                        |   | 18 septembre | 18 septembre |
|  | Ghana         | 1            |                        |   | 18 septembre | 18 septembre |
|  | Ghana         | 1            | Ghana                  | 1 |              |              |
|  | 15 septembre  |              | Ghana                  | 1 |              |              |
|  |               | Cameroun     | 0                      |   |              |              |
|  | Cameroun      | Cameroun     | 0                      | 2 |              |              |
|  | Cameroun      |              |                        | 2 |              |              |
|  | Nigeria       | 1            |                        |   |              |              |
|  | Nigeria       | 1            | Match pour la 3e place |   |              |              |
|  |               |              |                        |   |              |              |
|  | 17 septembre  |              |                        |   |              |              |
|  |               |              |                        |   |              |              |
|  | Côte d'Ivoire | 2            |                        |   |              |              |
|  | Côte d'Ivoire | 2            |                        |   |              |              |
|  | Nigeria       | 1            |                        |   |              |              |
|  | Nigeria       | 1            |                        |   |              |              |